# Nymphula pleonaxalis
Nymphula pleonaxalis là một loài bướm đêm trong họ Crambidae.